# Ирод Велики
Ирод I Велики или Херод Велики (хебр. הוֹרְדוֹס Hordos, стгрч.  Hērōidēs; око 73. п. н. е. — 4. п. н. е.) био краљ је Јудеје у раздобљу 37/36. п. н. е. — 4/1. п. н. е. Био је син римског савезника, намесника Идумеје Антипатера. Римски сенат именовао га је за вазалског краља (rex socius) 40. п. н. е, након што је Јудеју уз помоћ Персије заузео, и прогласио се за краља, Антигон Мататије, син краља Аристобула II из династије Хасмонејаца, којег су Римљани свргнули 63. п. н. е. У рату 39. — 37. п. н. е. римске трупе и Иродови савезници заузели су Јудеју и Ирод је завладао као краљ.
Подржавајући прво Марка Антонија и Клеопатру, а затим Октавијана Августа, стекао је велику територију и знатну аутономију. Прихватао је хеленску и римску културу и елементе религије, отворено се хвалећи да су му Грци ближи од Јевреја. Владао је сурово, као самодржац. Организовао је ефикасну тајну полицију која је спречавала побуне. Наредио је и убиство своје супруге и своја три сина, због сумње у заверу.

## Пре доласка на власт
Ирод је био млађи син намесника (прокуратора) Идумеје Антипатера. На почетку грађанског рата између Помпеја и Цезара, који је започео 49. п. н. е, Антипатер је подржавао Помпеја, који је контролисао источни део Републике. Након што је 9. августа 48. п. н. е. Помпеј поражен у бици код Фарсала, Антипатер је одмах променио страну. Учествовао је у борбама у Египту и позвао тамошње Јевреје да подупру Цезара. У томе му је подршку пружио Хиркан II, син краљице Саломе Александре, који се 63. п. н. е. морао одрећи краљевске титуле и заузврат од Римљана постављен за великог свештеника и етнарха у Јерусалиму. Након победе над Помпејем, захвални Цезар Антипатеру доделио је римско грађанство и наслов прокуратора Јудеје, а Хиркана потврдио као етнарха. Међутим, енергични Антипатер је постао једини стварни владар Јудеје.
Уз то Цезар је обилато исказао своју захвалност Јеврејима. Јудеја је ослобођена пореза, као и новачења регрута за римску војску, као и обавезе уконачивања војске. Вратио јој је и лучки град Јафу те дозволио обнову разорених зидина Јерусалима. Јеврејским заједницама у дијаспори Цезар одобрава унутрашњу аутономију. Све те мере, наравно, погодовале су Антипатеровом угледу, иако су га становници Јудеје сматрали странцем.
Свог сина Ирода Антипатер је именовао за намесника (стратега) Галилеје, у којој и даље траје герилски рат присталица Хасмонејаца против Римљана и њихових савезника (Грка, Сиријаца и „издајничких” Јевреја) под вођством Езекије. Свог старијег сина Фазаела именовао је стратегом Јудеје. Ирод је на том задатку показао своју способност, као и своју сурову нарав: године 47. п. н. е. успео је разбити трупе побуњеника и заробити Езекију и његове команданте. Наредио је да се погубе, прогласивши их обичним бандитима.
Тиме је прекршио закон да само јерусалимски Синедриј могу изрицати смртне пресуде. Галилејом и Јудејом шири се талас негодовања. Позван пред Синедриј да се оправда, Ирод се, ослањајући се на подршку римског намесника и Хиркана, дрско појавио у пурпурном огртачу и с војним ознакама, окружен војницима, уместо по обичају у црној одори и погнуте главе. Осим што је суочен с претњама, Синедриј је и унутар себе подељен на странке фарисеја и садуцеја, те наравно посебне клике. Поглавар Синедрија, фарисеј Шамаја, укорио је Херода, али му је ипак истовремено пружио подршку. Суочен с претњом да га Синедриј ипак осуди, Ирод је побегао у Дамаск, где су му Римљани доделили наслов поднаслова плодне долине између Либана и Антилибана.
Након Цезаровог убиства 44. п. н. е. Касије, један од завереника, побегао је у Сирију и преузео заповедништво над тамошњим легијама, спремајући се за поход на Рим. Антипатер, Фазаел и Ирод, који су своје положаје дуговали Цезару, сада су пружали помоћ Касију и силом прикупљали порез у Јудеји, кршећи Цезарову одредбу о ослобођењу од пореза. Становници четири града који нису успели скупити тражени новац продати су у робље.
Године 43. п. н. е. Антипатер је отрован због своје подршке Цезаровим убицама. Следеће године Касије и Брут доживели су пораз против војске нових тријумвира Марка Антонија, Октавијана и Лепида. Фазаел и Ирод су исказали оданост Марку Антонију и од њега добивају титуле тетрарха. Тиме титула етхарха, коју још увек носи Хиркан II, је сасвим изгубила на значају.

## Краљ римском милошћу
Године 40. п. н. е. Персијанци су освојили Сирију (коју је Помпеј освојио за Рим 25 година раније). С њима су и јединице Јевреја из Месопотамије, којима је на челу Антигон Мататије, син Аристобула II, последњег краља Јудеје из династије Хасмонејаца, (67 — 63. п. н. е). Антигон је освојио Јудеју и ушао у Јерусалим. Свом стрицу, Хиркану II, је наредио да се одсеку уши, а затим га је послао у заробљеништво. Фазаел је заробљен и у заробљеништву је починио самоубиство. Антигон се проглашава краљем и врховним свештеником.
Ирод успева побећи пред победничком персијском и Антигоновом војском. Дошао је у Рим, где је добио подршку Марка Антонија и Октавијана, па га Сенат именовао за краља Јудеје као римског вазала и савезника. Следеће, 39. п. н. е. Ирод се вратио у Јудеју и заратио је против Антигона. Након две године, уз помоћ римских легија које су у међувремену поново освојиле Сирију, освојио је Јерусалим. Антигон је заробљен и Марко Антоније је наредио да се погуби; Страбон је забележио да је Марко Антоније први Римљанин који је наредио убиство једног краља.
Тако је Ирод године 37. п. н. е. завладао као краљ Ирод I, касније због својег енергичног владања од римских историчара назван „Велики” (али не и од Јевреја). То је први пута да је Јеврејима завладао световни краљ, који не само да није свештеничког порекла, него га Јудејци сматрају странцем (јер је из Идумеје). Ирод ће успевати да савлада сваки отпор и владаће до 4. године наше ере.
У односу на Рим има положај краља савезника (rex socius). Уживао је стварну унутрашњу самосталност и био ослобођен плаћања пореза, али је био подложан Риму у спољној политици и био је дужан у време рата давати одреде за римску војску.
Ирод је потпуно прихватио грчко-римски начин живота. Своје синове је дао на образовање у Риму. Његов најближи пријатељ и саветник је грчки историчар Никола Дамасценски, који га је подучавао филозофији и реторици. Ирод се отворено хвалио да је ближи Грцима него Јеврејима.

## Окрутни и параноидни владар
Над свим збивањима у земљи бдије војска доушника, те и најмања побуна бива силом у корену сасечена. Телесна стража и плаћеничке чете састављене су од Трачана, Гала и Германа. Одмах по доласку на власт, дао је погубити или протерати све чланове Синедрија, осим двојице, који су му били пружили подршку у суђењу због убиства Езекије и његових команданата: Шамаја, који је био поглавар Синедрија, и његовог заступника Абтаљона. Синедриј је замењен Краљевским већем, у које је Ирод именовао своје рођаке и послушнике. Врховни свештеник је постао само фигура под потпуном Иродовом контролом.
Шамаја и Абтаљон ипак су одбили положити заклетву оданости Ироду и основали „алтернативни” Синедриј. Хиркана II, који се био склонио у Партију, намамио да се врати у Јерусалим и тамо га даде убити. Династија Хасмонејаца, међутим, и даље ужива велик углед у народу. Да би стекао одређени континуитет с ранијим владарима, жени се године 37. п. н. е. с хасмонејском кнегињом Маријамном.
Херодово је владање обележено крвљу и у кругу властите породице. Био је сумњичаве нарави, осетљив на своју власт и окрутан против свакога ко би је покушао оспорити. Почетком године 35. п. н. е. на наговор своје жене Маријамне поставио је њеног брата Аристобула (из краљевске породице Хасмонејаца) за великог свештеника; већи крајем исте године подстакао је његовог убиство.
Године 29. п. н. е. дао је погубити и саму Маријамну због оптужбе да је починила прељубу. Следеће године била је осуђена на смрт његова пуница Александра под оптужбом да сплеткари против њега. Затим је, године 7. пр. Кр, дао задавити властите синове Александра и Аристобула, које му је родила Маријамна, под оптужбом да кују заверу против њега. Неколико дана пре смрти дао је погубити свог сина Антипатра.

## Спретна политика према Риму
У новом грађанском рату који су потресао Римску републику, показао је, као и његов отац, умешност да задовољи онога ко је јачи, и да у правом тренутку промени страну. Године 32. на захтев Клеопатре успешно је ратовао против Набатејаца, који су стали на страну Октавијана. То је била повољна околност, јер се није директно сукобио с римским трупама у служби Октавијана.
Након пораза Антонија и Клеопатре код Акцијумаа године 31. п. н. е, у пролеће следеће године пошао је на Родос да се поклони Октавијану, па га овај потврдио за јеврејског краља. Даље ратује на Октавијановој страни против Египта. Октавијан га награђује припајајући његовом краљевству додатне територије. Све до своје смрти, Ирод је ширио своју власт, тако да је владао Јудејом, Идумејом, Самаријом, Галилејом, обалним подручјем до Цезареје итд.

## Велики градитељ
Ирод је био велики градитељ. У здањима што их је подигао изразио је своје дивљење грчком духу и оданост цару Августу. У хеленистичким градовима подигао је храмове у част Августу. Обновио је Самарију, некадашњи краљевски град Северне државе (Израела) и дао јој име Себаста (грчки „Себастос” значи узвишени, тј. Август). Изнова је саградио Стратонову утврду и дао јој име Цезареја (град који ће касније постати седиште римског прокуратора).
У Јерусалиму је за себе саградио велику палату на западној страни града и тврђаву Антонију на северној страни храмске узвисине. Саграђени су амфитеатар, више вежбалишта (gymnasia), позоришта и тркалишта у Јерусалиму, као и у другим градовима. Све те грађевине утјеловљују хеленистичко-римски дух и институције, и изазивају огорчење побожних Јевреја. »С новим грађевинама и перивојима, раскошју и сјајем Иродова краљевског двора у одувек поштовани град ушла је и световна бука, врева с надметања и позоришних представа. У уским и тихим уличицама, на којима су се столећима могле запазити само гомиле побожних ходочасника, сада се гура шарено мноштво атлета и њихових учитеља, комедијаша и гладијатора, музичара и артиста.« (Келлер, стр. 34)
Да би задовољио верске осећаје својих поданика, године 20. п. н. е. отпочео је најамбициознији подухват: доградњу Храма, с идеалом да се обнови некадашњи изглед Првог храма, којег је саградио Соломон. Тај подухват није био готов ни 46 година након тога, што се спомиње и у Јеванђељу по Ивану: »Четрдесет и шест година градио се овај Храм« (Ив. 2:20). Радови су завршени тек 64. године нове ере, да би само шест година касније храм био разорен приликом опсаде Јерусалима.

## Иродова смрт и наследници
Само неколико недеља пре своје смрти Ирод је наредио да се изнад улаза у Храм постави позлаћени орао, симбол Рима. Побожни Јевреји с ужасавањем и бесом реаговали су на оскврњење светог места паганским симболима. Група рабинских ученика срушила је орла. Били су осуђени на смрт одрубљивањем глава, а двојица њихових учитеља су живи спаљени. То је био увод у побуну која је избила убрзо након Иродове смрти.
Умро је у Јерихону у марту или априлу године 4. п. н. е, а сахрањен је у тврђавици Херодиуму код Витлејема. Одмах након његове смрти долази до устанка у Јерусалиму за време пасхе, те у Галилеји и другим покрајинама. Међутим, устаницима недостаје јединствени план и често се претварају у банде које се међусобно боре и пљачкају становништво, тако са су их Римљани с временом сузбили.
Краљевство је поделио између своја три сина: Архелаја, којег је именовао својих наследником, и Антипе и Филипа. Једна јеврејска делегација је отишла у Рим пред Августа и захтевала да се Архелаја не призна за краља, него да Јудеја задобије права аутономне земље с републичким уставом под управом римског прокуратора. Август није прихватио њихове захтева, али није ни признао Архелају краљевску титулу, него само титулу етнарха Идумеје, Јудеје и Самарије, подложног легату Сирије, док су Антипа и Филип проглашени тетрарсима.
Јудеја ће још једном, накратко, постати краљевина, када је цар Клаудије именовао за краља својег пријатеља, Иродовог унука Ирода Агрипу, који је владао 41. — 44. н. е.

## Ирод у јеванђељима

### Ирод Антипа и Иродовци
Иродов син Антипа или Антипас (називан и Ирод Антипа) је особа која се у Јеванђељу по Марку, 6:14, спомиње као „краљ Ирод”; заправо је био само тетрарх Галилеје и Переје, од смрти свог оца 4. п. н. е. све до 39. н. е.; Јеванђеље по Луки 3:1 и 9:7 правилно га наводи као тетрарха.
Када јеванђеља говоре о „Иродовцима” или Исус упозорава »чувајте се квасца фаризејског и квасца Иродова« (Мк 8:14) то се односи на Иродове потомке и друге рођаке и присталице, који су, тридесетак година након његове смрти, још увек доминирали у покрајинама које Јевреји насељавају. Они су чинили језгро странке садуцеја. (Исус и писци јеванђеља, као представници нижих слојева, увек заједно спомињу садуцеје и фарисеје, иначе оштро сукобљене.)
Апостол Павле у Посланици Римљанима 16:11 упућује поздраве својем рођаку по имену Херодион, што можда упућује да је и сам Павле (изворно Савле) био краљевскога рода. То би било у складу с чињеницом да је иако младић (Дела апостолска 7:58) обављао врло високе дужности и одговарао самом великом свештенику (Дј 8:3 и 9:1-2).

### Поклонство мудраца и покољ одојчади у Витлејему
Матеј и Лука спомињу да се Исус родио »у дане краља Ирода« (Мт 2:1, Лк 1:5), мислећи на Ирода Великог. С обзиром да је овај умро 4. п. н. е, сматра се да је Исус рођен годину или две пре тога.
Матеј 2:1-18 доноси причу о поклону мудраца и покољу новорођенчади у Витлејему и околини, које нема у осталим јеванђељима. Сазнавши од мудраца с Истока да се родио нови јеврејски краљ, Ирод се силно узнемирио. Свештенички поглавари и писмознанци упућују га да се Христ (тј. месија), по пророцима, треба родити у Витлејему Јудејском. Он је упутио мудраце у Витлејем, с молбом да му јаве када га пронађу, да му се и он поклони; наравно, заправо је имао намеру да га убије. Мудраци, након што су пронашли Јосифа и Марију с новорођенчетом и предали дарове, упућени од анђела не врате се Ироду, него се другим путем врате у своју земљу. »Видевши да су га мудраци изиграли, Ирод се силно расрди и посла поубијати све дечаке у Витлејему и по свој околини, од две године наниже — према времену што га разазна од мудраца.« (Мт 2:16) Исус је међутим преживео, јер је анђео у сну јавио да с породице побегне у Египат; тамо су остали до Иродове смрти.
Прича изврсно одговара Иродовом карактеру. Међутим, покољ одојчади у Витлејему и околини нигде се у римским или јеврејским изворима не спомиње. Тешко је веровати да би Иродови непријатељи, који су написали већину сачуваних сведочења о њему, тако нешто пропустили.